# Conférence des peuples de langue française
La Conférence des peuples de langue française (CPLF) a pour objectifs de contribuer à toute action visant à illustrer et à promouvoir la langue française, de renforcer les liens de toute nature entre les peuples francophones et d'assurer une solidarité politique entre eux, en particulier lorsque les droits linguistiques et culturels de ces communautés sont menacés, contestés, réduits ou ignorés par des centres de décision extérieurs.

## Missions
La CPLF fonde son action sur les principes de liberté et de justice. Elle manifeste une solidarité envers les communautés « confrontées à une situation de détresse ». Pour ce faire, elle accorde une place prioritaire à la jeunesse et mène son action en étroite collaboration avec les organismes publics et privés, qu'ils soient internes ou internationaux, dédiés à l'épanouissement de la langue française. Elle se réfère à sa propre charte, dont les éléments constitutifs sont les suivants : 
1. Affirmer les valeurs de la démocratie et de la liberté comme composantes fondamentales de l'identité des peuples de langue française, et défendre ces principes partout où cela est nécessaire[1];
2. Promouvoir l'idée qu'aux droits des individus doivent correspondre les droits des peuples, notamment à disposer d'eux-mêmes et à être souverains[1];
3. Participer au développement et à la pérennité du français comme langue moderne et universelle de communication et de civilisation[1];
4. Constituer une alliance et une plate-forme d'entraide politique entre mouvements qui veulent accroître l'autonomie de leurs peuples par rapport à des centres de décision qui leur sont extérieurs[1];
5. Contribuer à insérer pleinement les peuples de langue française dans un monde à la recherche d'équilibres nouveaux et exprimer la volonté de bâtir des destins solidaires autour de valeurs communes[1];
6. Intensifier les échanges entre peuples de langue française et coordonner, sur le plan international, les moyens d'information de leurs mouvements ainsi que de leurs centres d'étude et de communication[1].

## Historique
Dès 1965, de nombreuses rencontres ont lieu entre plusieurs mouvements défendant la langue et la culture francophones dans leurs États respectifs. Les 16 et 17 avril 1971, Roland Béguelin, Jurassien et secrétaire général du Rassemblement jurassien, Pierre Fosson, Valdôtain, sénateur et vice-président de l'Union valdôtaine, ainsi que Marcel Thiry, Wallon, écrivain et secrétaire perpétuel de l'Académie royale de langue et de littérature françaises de Belgique, fondent à Genève (Suisse) la « Conférence des minorités ethniques de langue française ». Les trois grands mouvements à l'origine de cette conférence sont le Rassemblement jurassien, l'Union valdôtaine et Wallonie libre.
D'autres organisations rejoignent progressivement la Conférence, telles que le Mouvement national des Québécois lors de la deuxième édition en 1973, puis la Société de l'Acadie du Nouveau-Brunswick lors de la troisième édition en 1975,. Les trois premières éditions, organisées entre 1971 et 1975, servent principalement à structurer et affirmer les objectifs de la Conférence des minorités ethniques de langue française.
En 1978, le Québec est à l'honneur lors de la quatrième édition de la Conférence, organisée par le Mouvement national des Québécois, qui se tient pour la première fois en Amérique du Nord. Réunissant 732 délégués, ceux-ci débattent des possibles organisations de référendums dans leurs États respectifs. La conférence décide également de se renommer « Conférence des communautés ethniques de langue française »,.
L'année suivante, c’est le Jura qui est à l'honneur, ayant récemment acquis son indépendance vis-à-vis du canton de Berne et étant entré en souveraineté le 1er janvier 1979. Lors de cette édition, la France est représentée par l’Association Solidarité-Jeunesse francophone, qui s’associe à la conférence à partir de cette date. L’Association romande de solidarité francophone est également présente.
En 1980, lors de la sixième édition, la communauté acadienne est mise à l'honneur. L'Association canadienne-française de l'Ontario, des Acadiens des autres provinces, ainsi que d'autres groupes francophones du Canada et des États-Unis rejoignent la Conférence des communautés ethniques de langue française. L'Action fouronnaise intègre également l'organisation à cette date.
En 1982, pour la première fois, la septième édition se déroule sur le territoire français. L'appui et la participation active des associations françaises sont bien accueillis et perçus comme un signe de « vitalité, une efficacité et [à un maintient de] l'avenir même de la Conférence ».
L'Association Bruxelles-Français rejoint la Conférence en 1985 et, en 1987, la Belgique est à l'honneur lors de la neuvième édition. La conférence débute à Bruxelles avec plus de 400 délégués, suivie d'une représentation de Julos Beaucarne le soir sur la Grand-Place. Les délégués visitent également les villages Fourons et Linkebeek, deux communes de la région flamande comptant une importante population francophone. La conférence se termine à l'Université de Liège.
Pour le Bicentenaire de la Révolution française, la dixième édition se déroule à Paris. L'objectif est de sensibiliser les politiciens français sur « le renforcement des liens unissant les communautés de langue française d’Amérique du Nord et d’Europe et à leur rôle dans la construction de la Francophonie internationale ». À cette occasion, l'organisation se renomme « Conférence des communautés de langue française ».
En 1991, la dixième édition est marquée par la volonté des indépendantistes québécois de relancer un second référendum sur leur autodétermination. L'année suivante, Roland Béguelin se retire de son poste de secrétaire général de la Conférence et Philippe Destatte lui succède. Lors de l'édition suivante, en 1993, l'organisation se renomme « Conférence des peuples de langue française ».
En 1997, la quatorzième édition est organisée par le Mouvement national des Québécoises et Québécois à Jonquière (Canada). Lors de cette édition, les jeunes sont à l'honneur, et une centaine de jeunes, venus des différentes communautés, y participent. Les délégués expriment que la francophonie « donne un sens à une démarche politique qui refuse la globalisation négatrice de la diversité culturelle ». La Conférence des communautés de langue française affirme clairement sa volonté de participer plus directement aux objectifs de la Francophonie institutionnelle et entame une réflexion pour adapter son message historique à cette nouvelle réalité. Réunis à Delémont (Suisse) en 2001, les représentants des mouvements européens décident de poursuivre les objectifs fondateurs de la Conférence tout en les adaptant aux vœux exprimés lors de la quatorzième édition. En septembre 2002, la Conférence des communautés de langue française modifie ses statuts en ce sens.

## Éditions
| nº    | nom                                                      | thème | invités/conférenciers                                                                          | date                              | lieu                                                                                     | organisateur                                                                                               | Source |
| ----- | -------------------------------------------------------- | --- | ---------------------------------------------------------------------------------------------- | --------------------------------- | ---------------------------------------------------------------------------------------- | --- | ------ |
| Ire   | Conférence des minorités ethniques de langue française   | Fondation de la conférence | Roger Schaffter et Marcel Thiry                                                                | 16 & 17 avril 1971                | Genève (Suisse)                                                                          | Association des Jurassiens de l'extérieur, section de Genève (Michel Sangsue)                              | ,      |
| IIe   | Conférence des minorités ethniques de langue française   | | Jean Lejeune et Roland Béguelin                                                                | du 5 au 7 octobre 1973            | Palais des congrès de Liège, Liège (Belgique)                                            | Wallonie libre (Léopold Bastjaens)                                                                         | ,      |
| IIIe  | Conférence des minorités ethniques de langue française   | | Guy Héraud et Robert Burns                                                                     | du 10 au 12 octobre 1975          | Aoste (Italie)                                                                           | Union valdôtaine                                                                                           | [ 9 ]  |
| IVe   | Conférence des communautés ethniques de langue française | « Le référendum : expression de la démocratie et instrument d’émancipation »                                                    | Roland Béguelin, Jean-Marc Léger et Jacques-Yvan Morin                                         | du 31 mars au 2 avril 1978        | Château Frontenac, Québec (Canada)                                                       | Mouvement national des Québécois (René Daignault)                                                          | ,      |
| Ve    | Conférence des communautés ethniques de langue française | | Roland Béguelin, André Lagasse, Michel Jobert, Pierre de Bellefeuille et Jean-Maurice Dehousse | du 26 août au 2 septembre 1979    | Delémont (Suisse)                                                                        | Rassemblement jurassien (Gabriel Roy)                                                                      | ,      |
| VIe   | Conférence des communautés ethniques de langue française | « L’adaptation des structures politiques au droit des entités linguistiques et culturelles »                                    |                                                                                                | du 28 juin 1980 au 7 juillet 1980 | École polyvalente Louis-Mailloux (en), Caraquet (Canada)                                 | Société des Acadiens du Nouveau-Brunswick (Camille McLaughlin)                                             | ,      |
| VIIe  | Conférence des communautés ethniques de langue française | « Les instruments de la solidarité »                                                                                            |                                                                                                | du 27 au 29 août 1982             | Brive-la Gaillarde (France)                                                              | Solidarité-Jeunesse francophone                                                                            | ,      |
| VIIIe | Conférence des communautés ethniques de langue française | « Autodétermination et manipulations »                                                                                          |                                                                                                | du 7 au 11 août 1985              | Trois-Rivières (Canada)                                                                  | Mouvement national des Québécois (Gilles Rhéaume)                                                          | ,      |
| IXe   | Conférence des communautés ethniques de langue française | « Internationalisation, moyen de lutte »                                                                                        | Julos Beaucarne                                                                                | juillet 1987                      | Fourons & Linkebeek, Université de Liège, Grand-Place de Bruxelles, Bruxelles (Belgique) | Association Bruxelles-Liège-Fourons                                                                        | [ 21 ] |
| Xe    | Conférence des communautés de langue française           | Bicentenaire de la Révolution française « De la déclaration des droits de l’Homme au droit des peuples à disposer d’eux-mêmes » |                                                                                                | du 30 juin au 2 juillet 1989      | Paris (France)                                                                           | Section française de la Conférence des communautés ethniques de langue française (Martial de la Fournière) | ,      |
| XIe   | Conférence des communautés de langue française           | « La relance du processus d’autodétermination du peuple québécois (Référendum québécois de 1995) »                              | Jacques Parizeau                                                                               | du 8 au 10 août 1991              | Rimouski (Canada)                                                                        | Mouvement national des Québécois (Sylvain Simard)                                                          | ,      |
| XIIe  | Conférence des peuples de langue française               | « Politiques linguistiques dans les différentes communautés françaises d’Amérique du Nord et d’Europe »                         |                                                                                                | du 9 au 11 septembre 1993         | Delémont (Suisse)                                                                        | Rassemblement jurassien                                                                                    | [ 25 ] |
| XIIIe | Conférence des peuples de langue française               | « Pratique de la citoyenneté et identités »                                                                                     | Jean-Maurice Dehousse                                                                          | du 13 au 15 juillet 1995          | Liège (Belgique)                                                                         | | [ 26 ] |
| XIVe  | Conférence des peuples de langue française               | « Francophonie d’aujourd’hui, Francophonie des jeunes »                                                                         |                                                                                                | du 19 au 21 août 1997             | Jonquière (Canada)                                                                       | Mouvement national des Québécoises et Québécois (Monique Vézina)                                           | [ 27 ] |
| XVe   | Conférence des peuples de langue française               | |                                                                                                | avril 2003                        | Parlement de la Communauté française de Belgique, Bruxelles (Belgique)                   | |        |
| XVIe  | Conférence des peuples de langue française               | « Une francophonie fière et forte »                                                                                             | Robert Collignon & Sylvain Simard                                                              | du 6 au 8 juillet 2005            | Sète (France)                                                                            | Association française de solidarité avec les peuples de langue française                                   | ,      |
| XVIIe | Conférence des peuples de langue française               | 400e anniversaire de Québec « L’identité nationale et de la nécessité de sa revalorisation à l’heure de la mondialisation »     |                                                                                                | du 14 au 16 août 2008             | Manoir Saint-Castin, Québec (Canada)                                                     | | [ 30 ] |

## Couverture territoriale
La Conférence naît de la collaboration entre de nombreux pays et territoires francophones, parmi lesquels le canton du Jura, la Romandie, le Québec, l'Acadie, la France et la Belgique.

## Structure
La Conférence des peuples de langue française est dirigée par un comité permanent composé d’un président, d’un vice-président, d’un secrétaire général ainsi que de plusieurs membres.

### Présidents
- 1971 - 1978 : Jean Pirotte, WL[31];
- 1978 - 1985 : Alain Généreux, MNQ;
- 1985 - ? : Gilles Rhéaume, MNQ;
- ? - 1997 : Monique Vézina, MNQ;
- en 2008 : Olivier Maingain.

### Vice-présidents
- 1971 - 1978 : Pierre Fosson, UV[31];
- 1982 - 1989 : Michel Zévart[32];
- 1989 - ? : Martine Payfa, Bruxelles français[33].
- ~ 1997 : Pierre-André Comte, MAJ et Robert Louvin, UV[34];

### Secrétaires généraux
- 1971 - 1991 : Roland Béguelin, RJ[2];
- 1991 - 1997 : Philippe Destatte, Bruxelles français[2];
- 1997 - ? : Pierre-André Comte, MAJ;
- en 2008 : Gilles Grondin.

### Membres par mouvement
| Régions    | Jura | Vallée d'Aoste | Wallonie | Wallonie | Wallonie | Québec | Acadie | Acadie | France | Suisse romande |
| Mouvements | Mouvement autonomiste jurassien (MAJ) dès 1971 | Union valdôtaine (UV) dès 1971 | Wallonie Libre (WL) de 1971 à 1985 | Rassemblement pour l’unité des Francophones dès 1985 | Wallonie, Région d'Europe dès 1991 | Mouvement national des Québécoises et Québécois (MNQ) dès 1972 | Société de l'Acadie du Nouveau-Brunswick (SANB) de 1975 à 1985 | Société nationale de l'Acadie (SNA) dès 1985 | Association française de solidarité avec les peuples de langue française dès 1979 | Mouvement romand (MR) dès 1979 |
| ---------- | --- | --- | --- | --- | --- | --- | --- | --- | --- | --- |
| Membres    | - 1971 - 1991 : Roland Béguelin, secrétaire général du RJ; - 1971 - 1985 : Roger Schaffter, vice-président du RJ; - 1971 - 1975 : Francis-Michel Meyrat; - 1975 - ? : Alain Boillat; - 1981 - ? : Bernard Mertenat, préside du RJ; - 1985 - ? : Alain Steullet; - 1997 - ? : Hubert Frainier; - 1997 - ? : Christian Vaquin; | - 1971 - 1979 : Severin Caveri, président de l'UV; - 1971 - ? : Pierre Fosson, vice-président de l'UV; - 1971 - 1979 : Mario Andrione; - 1979 - 1985 : Pierre Lexert; - 1979 - ? : Pierre Vietti; - 1981 - 1985 : Hubert Nigra, membre de l'UV; - 1985 - ? : Robert Louvin; - 1985 - ? : Jean-Pierre Ghigone; - 1997 - ? : Alexis Bétemps; - 1997 - ? : Pia Morise; - 1997 - ? : René Willien; | - 1971 - 1979 : Jean Pirotte, président de WL; - 1971 - 1979 : Marcel-Hubert Grégoire; - 1971 - 1979 : Christian Louthe, secrétaire général de WL; - 1979 - 1985 : Isabelle Carlier, vice-présidente WL; - 1979 - 1985 : Jean-Emile Humblet, sénateur RW; - 1979 - 1985 : Roger Thiry, secrétaire général WL; - 1981 - 1985 : Jean-François Becquet, vice-président de WL; | - 1985 - ? : Olivier Maingain; - 1985 - 1989 : André Gosset; - 1985 - 1989 : Michel Heck; - 1985 - 1989 : Jean-Louis Xhonneux; - 1989 - ? : Martine Payfa; - 1989 - ? : Fabienne Dielens; - 1989 - ? : Pierre de Koninck; - 1997 - ? : Thierry Gorlia; - 1997 - ? : Jean-Marie Williquet; | - 1991 - ? : José Happart, président de Wallonie, Région d'Europe; - 1991 - ? : Jean-Marie Roberti; - 1991 - ? : Philippe Destatte; - 1991 - ? : Jean-Émile Humblet, sénateur; - 1997 - ? : Jean-François Potelle; - 1997 - ? : Jean-Louis Xhonneux; | - 1973 - 1979 : Léo Jacques, président du MNQ (1972-1976); - 1975 - 1979 : François-Albert Angers; - 1979 - 1985: Alain Généreux, président du MNQ (1976-1978); - 1979 - 1985 : Claude Rochon, président du MNQ (1978-1980); - 1979 - 1985 : Germain Godin, directeur général du MNQ; - 1981 - 1985 : Jean-Guy Lorrain, président du MNQ (1981-1982); - 1985 - ? : Rolland Chaussé, , président du MNQ (1985-1990) - 1985 - ? : Paul Périgny; - 1985 - ? : Bruno Roy, secrétaire du MNQ - 1985 - 1989 : Gilles Rhéaume, président du MNQ (1982-1985); - 1997 - ? : Gilbert Boulet; - 1997 - ? : Marjolaine Gaudreault; - 1997 - ? : Gilles Grondin; - 1997 - ? : Jacqueline Hekpazo; - 1997 - ? : Chantale Turcot; | - 1975 - 1979, 1981 - ? : Denis Losier, secrétaire général de la SANB; - 1979 - 1981 : Jean-Claude Leblanc, ancien président de la SANB; - 1979 - 1981 : Gilles Halley, président de la SANB - 1979 - 1981 : Paul-R. Leblanc, secrétaire général de la SANB; - 1979 - 1985 : Omer Brun, vice-président de la SANB; - 1981 - 1985 : Aurèle Thériault, secrétaire général de la SANB; - 1981 - 1985 : Camille McLaughlin; | - 1985 - ? : Père Léger Comeau, président de la SANB; - 1985 - ? : Antoine Richard, président de la SSTA; - 1985 - 1989 : Omer Brun, vice-président de la SNA; - 1985 - ? : Jean-Marie Nadeau, secrétaire général de la SNA; - 1989 - ? : Roger Doiron, vice-président de la SNA; - 1997 - ? : René Légère; | - 1979 - 1982 : Michel Cattaneo, président de SJF; - 1979 - ? : Martial de la Fournière, président de la section française,; - 1979 - 1982 : Eric Verlhac, secrétaire général de SJF; - 1981 - 1989 : Jean-François Goffre-Rouland. vice-président de la section française,; - 1982 - 1989 : Jean-Pierre Hercourt; - 1982 - 1989 : Olivier Gohin, vice-président de la section française; - 1989 - ? : Claire Blosseville, secrétaire général de la section française; - 1989 - ? : Noël Verdier; - 1989 - ? : Jean-Michel Hercourt, président de l'association Alpes-Léman-Québec; - 1997 - ? : Josette Blanc; - 1997 - ? : Paul Blanc; - 1997 - ? : Philippe Rossillon; | - 1981 - ? : Jean-Paul Bové, président de l'ARSF et du MR,; - 1981 - 1985 : Jean-François Straggiotti; - 1981 - 1985 : Jacky Reymond,; - 1985 - ? : Pierre Chèvre, secrétaire du MR; - 1985 - 1989 : Eugène Schircks, vice-président du MR; - 1989 - ? : Eric Berseth, vice-président du MR; - 1997 - ? : Alain Rompré; |

## Hymne
Composé par Roland Béguelin en 1989 à l’occasion de la Xe Conférence des communautés de langue française, l’Hymne des peuples français devient l’hymne officiel de la Conférence. Chanté à chaque réunion sur l’air du Chant du Départ.
L’hymne est interprété pour la première fois lors de la séance plénière de la Xe Conférence, au premier étage de la tour Eiffel, par Jean-Noël Béguelin et le chœur des Vieilles Chansons de Porrentruy.

### Paroles[39]
Levons-nous en chantant la liberté sur terre
Et que l'élan de nos combats
Porte aux cinq continents la langue de nos pères
Pour jeter les tyrans à bas !
Demain sous les coups de l'orage
Nous resterons unis et forts;
À l'histoire arrachons la page
De la souffrance et de la mort.
Jura, Québec et Acadie
Ô toi la France notre mère
Bruxelles, Aoste et Romandie
Vaillants Gaulois de Wallonie
Vous tous héros et peuples frères
Sonnez les clairons de la vie !
C'est un joyeux serment que nous scellons ensemble
Mains dans la main, l'amour au cœur;
Répondant à l'appel, la foule se rassemble,
L'espoir jaillit de sa rumeur !
Prison, bastonnade, arquebuse,
Ne soyez pas au rendez-vous,
Nul ne pourra par force ou ruse
Mettre nos pays à genoux.
Jura, Québec et Acadie
Ô toi la France notre mère
Bruxelles, Aoste et Romandie
Vaillants Gaulois de Wallonie
Vous tous héros et peuples frères
Sonnez les clairons de la vie !

## Mouvements affiliés
- Mouvement autonomiste jurassien (MAJ) (anciennement Rassemblement jurassien (RJ)), dès 1971[40],[41];
- Union valdôtaine (UV), dès 1971[40],[42];
- Wallonie libre (WL), de 1971 à 1985[40];
- Mouvement national des Québécoises et Québécois (MNQ), dès 1972[43];
- Société des Acadiens du Nouveau-Brunswick (SANB), de 1975 à 1985[N 3],[3];
- Mouvement romand (MR) (anciennement Association romande de solidarité francophone (ARSF)), dès 1979[35];
- Solidarité-Jeunesse francophone (SJF), de 1979 à 1982;
- Association française de solidarité avec les peuples de langue française, (anciennement Solidarité-Jeunesse francophone (SJF) puis Section française de la Conférence des communautés ethniques de langue française puis Section française du Comité permanent des Communautés de langue française), dès 1982[44];
- Société nationale de l'Acadie (SNA), dès 1985[36],[45];
- Rassemblement pour l’unité des Francophones (anciennement Association Bruxelles-Français), dès 1985[46];
- Wallonie, Région d'Europe, depuis 1991[47],[38].

### Mouvements observateurs
- Association canadienne française de l'Ontario, depuis 1980[48];
- Action fournnaise, depuis 1987[49];
- Union latine, depuis 1989[47];
- Centre René Lévesque, depuis 1989[47];
- Genève libre, depuis 1991[38].